# Никифор (Никольский)
Архиепи́скоп Ники́фор (в миру Никола́й Петро́вич Нико́льский; 10 февраля 1861 — 22 февраля 1942, Выкса, Горьковская область) — епископ Русской православной церкви, архиепископ Калининский.

## Биография
Родился 10 февраля 1861 года. Сын священника.
Окончил в 1882 году Калужскую духовную семинарию, а в 1886 году —Санкт-Петербургскую духовную академию со степенью кандидата богословия. Был назначен законоучителем гимназии Министерства народного просвещения и Выборгского финского классического лицея.
В 1887 году рукоположён в сан иерея.
С 1888 года — член Финляндского духовного правления, а с момента открытия самостоятельной Финляндской кафедры — ключарь Выборгского кафедрального собора и законоучитель Выборгской народной школы и финского реального училища. Учредитель (в феврале 1906 года) и председатель Выборгского русского общества взаимопомощи.
Был награждён орденом Св. Владимира 4-й (1906) и 3-й (1912) степеней
С 27 мая 1916 года — смотритель Курского духовного училища в сане протоиерея. Был награждён правом ношения митры.
С 1918 по 1931 год священствовал в Курске; 21 июня 1931 года хиротонисан во епископа Волоколамского, викария Московской епархии.
С сентября 1931 года — епископ Кимрский, викарий Калининской епархии.
С начала по 19 октября 1933 года — епископ Архангельский. Затем вновь епископ Кимрский.
В декабре 1936 года, после того, как власти лишили регистрации архиепископа Калининского и Кашинского Фаддея, епископ Никифор был назначен на Калининскую кафедру, с возведением в сан архиепископа. Однако в документе Московской Патриархии (справка 1942 года) указывается, что он возведён в сан архиепископа с назначением в Калининскую епархию в декабре 1937 года «и вскоре опять архиепископ Кимрский».
Скончался 22 февраля 1942 года на покое в городе Выкса, где и был погребён.